# پیر فرانسوا سودینی
پیر فرانسوا سودینی (انگلیسی: Pierre-François Sodini؛ زادهٔ ۲۲ ژوئن ۱۹۸۹) بازیکن فوتبال اهل فرانسه است.
از باشگاه‌هایی که در آن بازی کرده‌است می‌توان به باشگاه فوتبال باستیا اشاره کرد.
وی همچنین در تیم ملی فوتبال Corsica بازی کرده‌است.